# 運河橋
运河桥（英語：Ship Canal Bridge）是一座位於西雅圖的双层钢桁架桥，5号州际公路由此橋跨越波蒂奇湾（华盛顿湖运河的一部分），以連接国会山和大学区。橋下方的运河华盛顿湖与联合湖和华盛顿湖相连接。大橋在1961年完成施工，並在1962年12月18日啓用。大橋橋長1350米（4429英尺），離運河水面高55.5米（182英尺），上層橋體寬36米（119英尺）。在大橋啓用時，大橋是美國大西北部最大型的橋樑。大橋為一座雙層行車橋樑：橋樑上层乘载兩個方向的車流；而下層則作為快車道，上午乘载車輛南行，下午乘载車輛北行。
臨近運河橋的橋樑有大学桥、蒙特萊克大橋，以及喬治·華盛頓紀念大橋（又作“極光大橋”）。